# Hintersteiner See
Hintersteiner See är en sjö i Österrike.   Den ligger i förbundslandet Tyrolen, i den centrala delen av landet, 300 km väster om huvudstaden Wien. Hintersteiner See ligger 882 meter över havet. Arean är 0,46 kvadratkilometer. Den sträcker sig 0,6 kilometer i nord-sydlig riktning, och 1,4 kilometer i öst-västlig riktning.
I omgivningarna runt Hintersteiner See växer i huvudsak blandskog. Runt Hintersteiner See är det ganska tätbefolkat, med 52 invånare per kvadratkilometer.